# Pharaonus fasciculatus
Pharaonus fasciculatus är en skalbaggsart som beskrevs av Hermann Burmeister 1844. Pharaonus fasciculatus ingår i släktet Pharaonus och familjen Rutelidae. Inga underarter finns listade i Catalogue of Life.